# Ligne Salpa

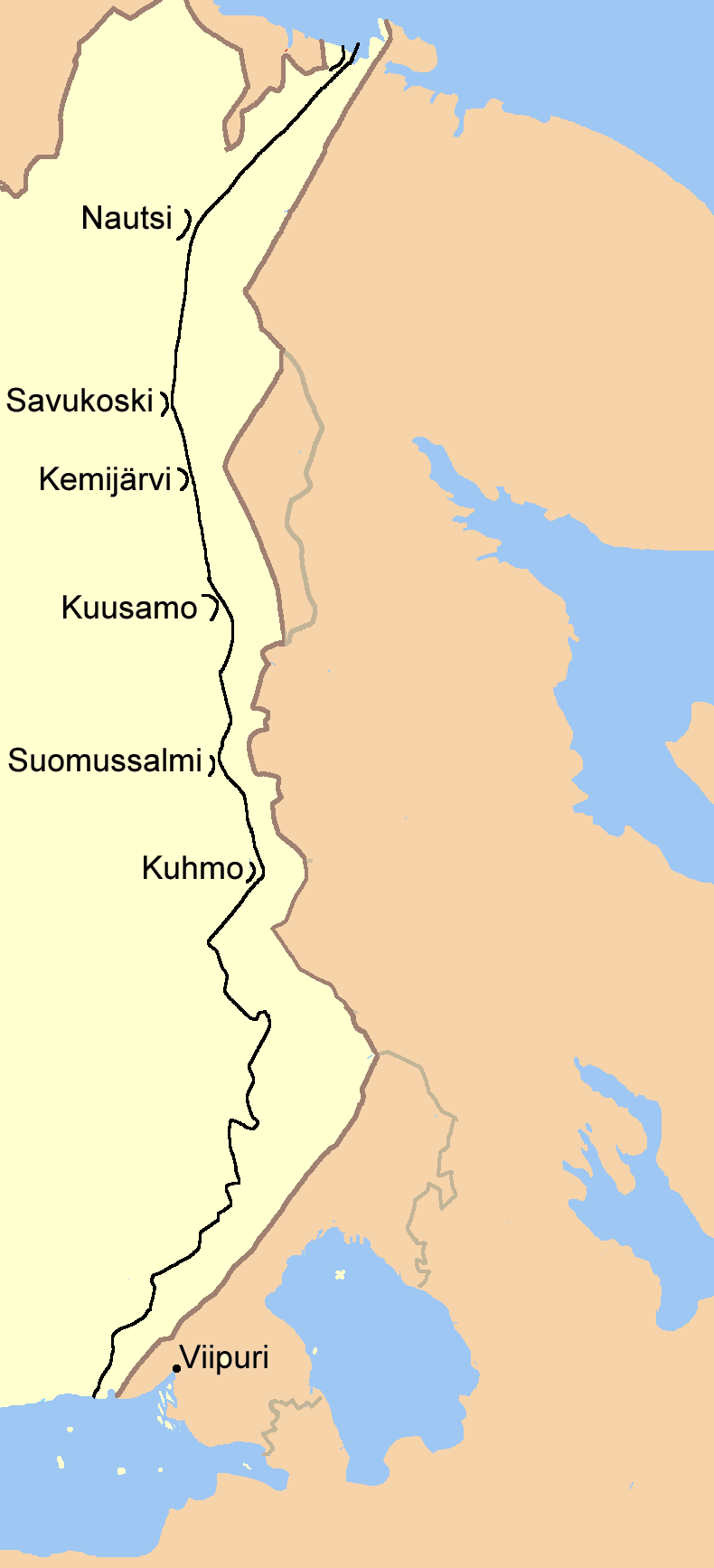
Tracé de la Salpalinja.

La Ligne Salpa (Salpalinja en finnois, littéralement la « ligne-verrou ») ou encore sous son nom officiel Suomen Salpa (« Verrou de la Finlande ») était une ligne de fortifications se déployant le long de la frontière est de la Finlande. 

## Présentation
Elle fut construite durant la Grande Trêve (1940-1941), soit entre la guerre d'Hiver et la guerre de Continuation. La Salpalinja s'étendait sur 1 200 km depuis le golfe de Finlande jusqu'à Petsamo en Finlande septentrionale. La ligne ne servit jamais puisque l'offensive soviétique de 1944 fut stoppée sur la ligne VKT dans l'isthme de Carélie. Les fortifications de la Salpalinja étaient de conception beaucoup plus puissante que la ligne Mannerheim de 1920.

## Histoire
La construction de la ligne Salpa commença à la fin de la guerre d'Hiver en 1940. D'abord, ce furent des volontaires qui y travaillèrent, puis des hommes inaptes pour le service furent réquisitionnés. Au maximum, près de 35 000 hommes y travaillèrent, ce durant le printemps 1941. Après le déclenchement de la guerre de Continuation le 25 juin 1941 - début marqué par l'attaque aérienne menée par plus de 500 avions soviétiques contre des cibles finlandaises sur le territoire finlandais - les travaux des fortifications furent arrêtés, blockhaus et bunkers furent vidés de leur armement, qui fut acheminé vers la ligne de front. Les travaux reprirent sur la ligne Salpa début 1944 et se poursuivirent jusqu'à la fin de la guerre de Continuation, le 4 septembre 1944.
728 ouvrages bétonnés divers, 315 km d'obstacles barbelés, 225 km d'obstacles antichars, 130 km de fossés antichars, plus de 3 000 fortifications, 254 abris d'infanterie bétonnés, des tranchées interminables, des trous d'homme et des tranchées-abris, etc. composaient cette ligne de défense. Son armement comprenait jusqu'à d'antiques mortiers d'artillerie côtière de 9 et 11 pouces datant du XIXe siècle. De nombreux lacs, zones marécageuses et rochers alignés faisaient également partie du dispositif de défense. Par exemple, la zone du lac Saimaa constitue un labyrinthe composé d'une myriade de lacs de tailles différentes, d'îles, de détroits et de rivières, rendant la région facile à défendre. 90 % des ouvrages bétonnés de la Salpalinja se trouvaient entre le golfe de Finlande et le système de canaux du lac Saimaa. Cette portion de la ligne, en tant qu'élément initial des lignes de défenses d'après la guerre d'Hiver, était également appelée « Luumäki-Suomenlahti-linja » (ligne Luumäki-golfe de Finlande) ou plus simplement « Luumäen linja », le lac Saimaa se trouvant au nord de Luumäki).
Les fortifications ne connurent jamais le combat, puisque l'avancée de l'Armée rouge fut stoppée lors de la fin de la guerre de Continuation bien avant qu'elle n'atteigne la Salpalinja. La garnison était partiellement composée de vieux réservistes durant l'été 1944. Toutefois, l'existence de la ligne constitua un avantage pour les Finlandais lors des pourparlers de paix qui suivirent les combats.

## Galerie

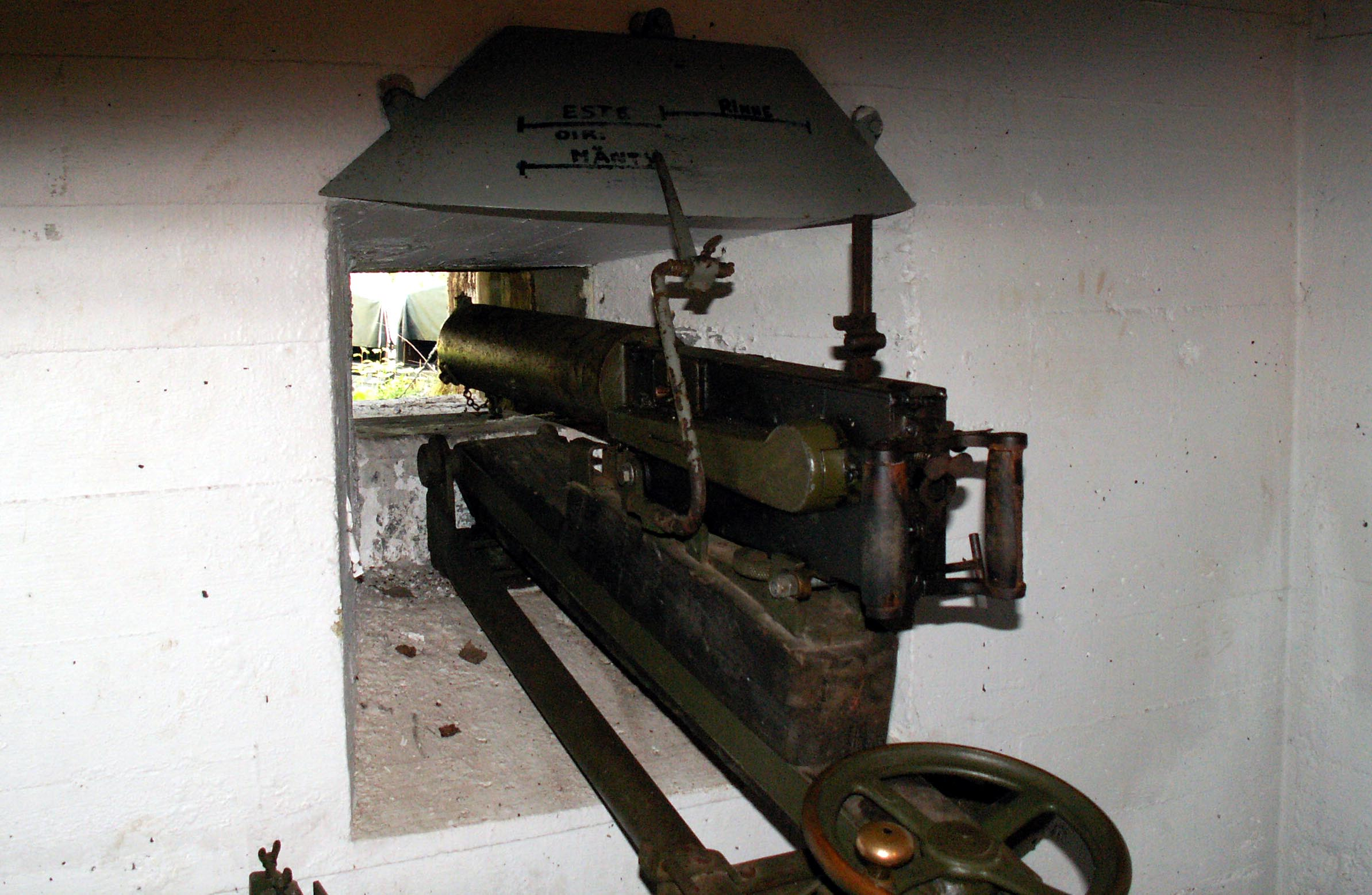
Mitrailleuse dans son bunker.
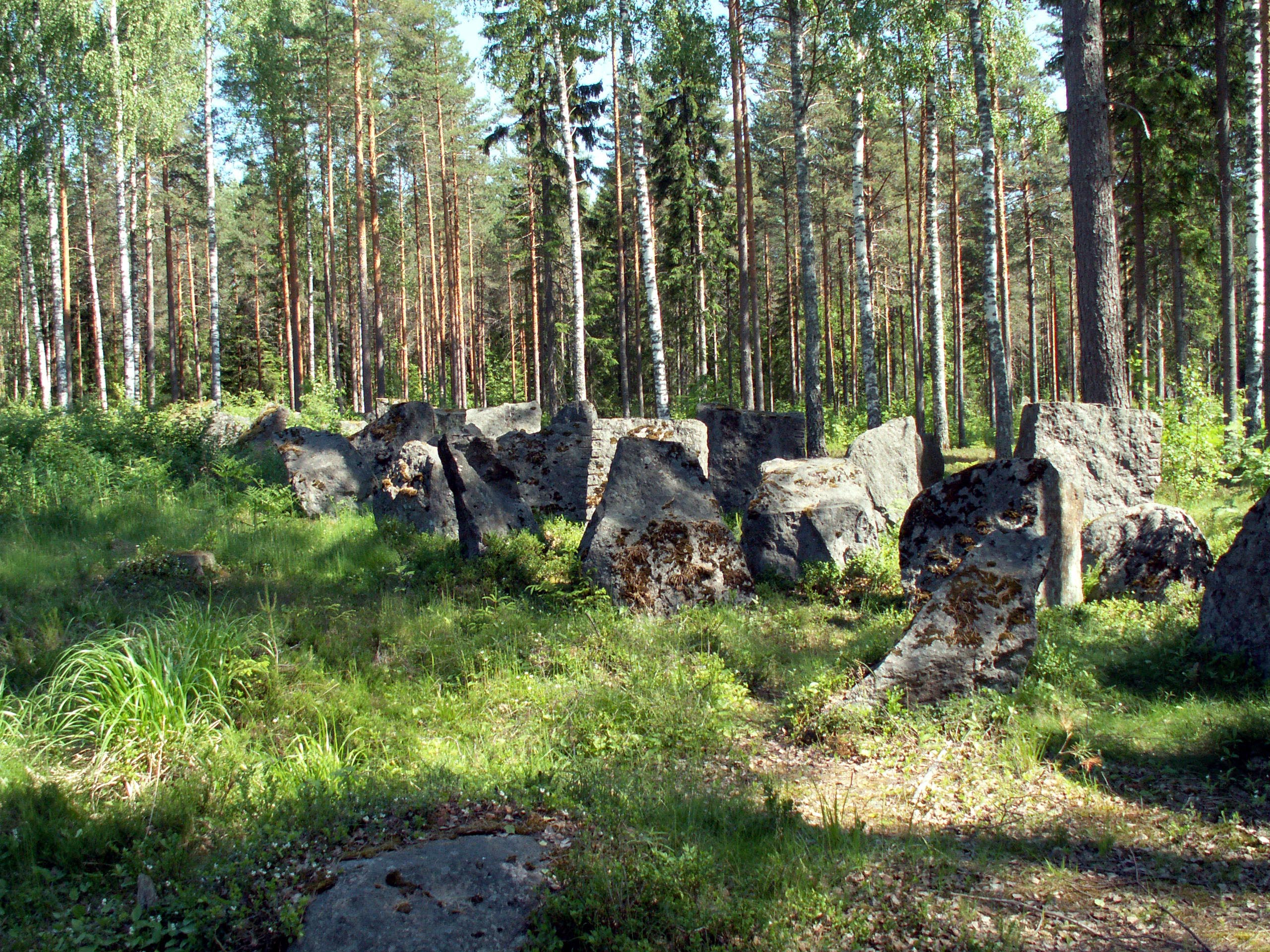
Obstacles antichars à Miehikkälä
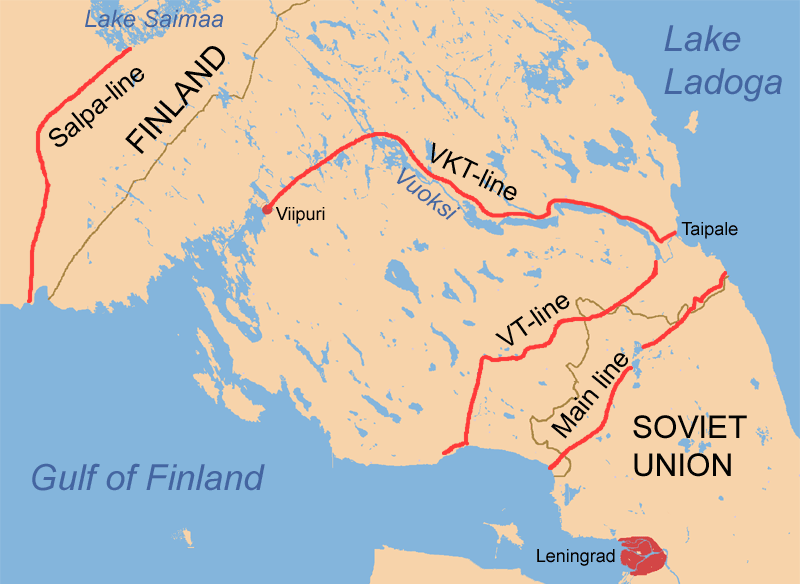
Tracé de la ligne entre le lac Saimaa et le golfe de Finlande. La ligne de défense se poursuit tout du long du pays. La carte fait également figurer les lignes VT et VKT.
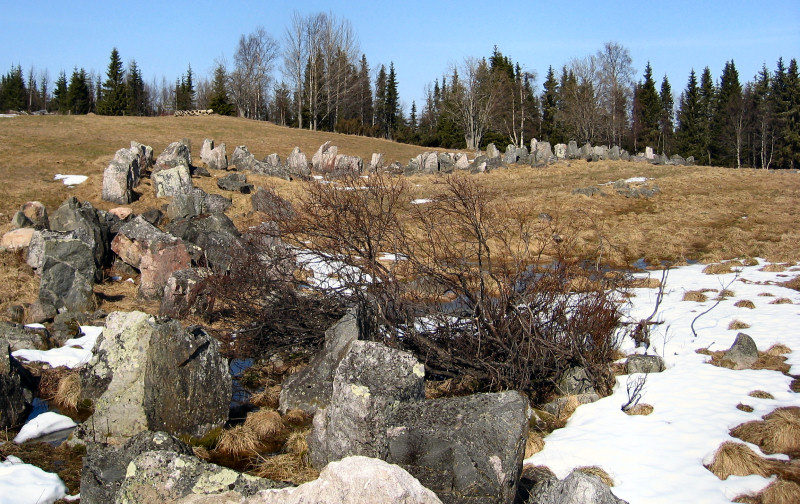
Obstacles antichars aux abords du village de Aholanvaara, région de Salla
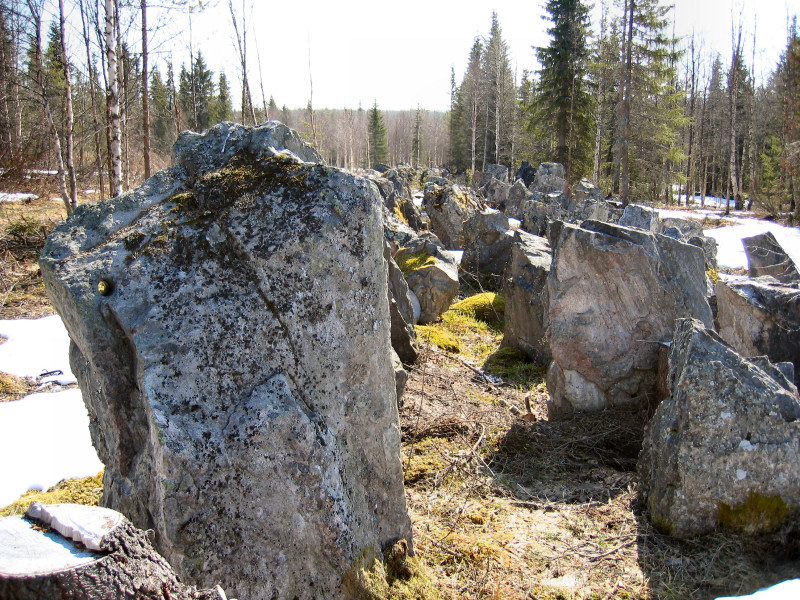
Même secteur.